# Los Tiempos (Chile, 1922-1934)
Los Tiempos fue un periódico vespertino chileno editado entre el 14 de septiembre de 1922 y el 22 de agosto de 1934.
Su circulación fue suspendida momentáneamente entre junio de 1931 y junio de 1932. Tras su cancelación (1934), fue nuevamente editado entre el 16 de febrero de 1953 y el 12 de junio de 1955. Era de propiedad de la Empresa Periodística La Nación S.A.
Fue el primer periódico chileno en usar un tamaño tabloide, con colores y fotografías en su portada, así como grandes titulares para destacar las noticias. Su contenido se refería principalmente a deportes, espectáculos, cine, crónica policial, caricaturas, etc. También fue el primer periódico chileno en darle importancia y desarrollar severamente el reportaje policial. Su fórmula editorial y de contenidos fue posteriormente muy utilizada por Las Noticias Gráficas.